# Roeien op de Olympische Zomerspelen 1900

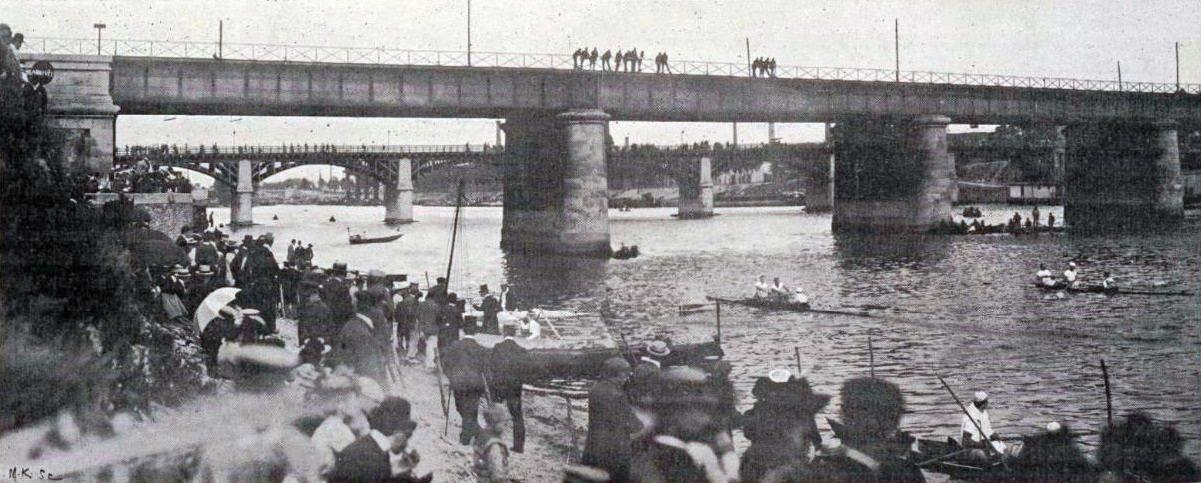
Olympische roeiwedstrijden in 1900

Roeien is een van de sporten die beoefend werden tijdens de Olympische Zomerspelen 1900 in Parijs.

## Heren

### skiff
| rang   | sporter           | land | tijd   |
| ------ | ----------------- | ---- | ------ |
| Goud   | Hermann Barrelet  | FRA  | 7:35.6 |
| Zilver | André Gaudin      | FRA  | 7:41.6 |
| Brons  | Saint George Ashe | GBR  | 8:15.6 |
| 4      | Georges d'Heilly  | FRA  | 8:16.0 |
| —      | Louis Prével      | FRA  | DNF    |

### twee-met-stuurman
| rang   | sporters                                                                                           | land | tijd   |
| ------ | -------------------------------------------------------------------------------------------------- | ---- | ------ |
| Goud   | Minerva Amsterdam François Brandt Roelof Klein onbekende Franse jongen (stuurman) Herman Brockmann | ZZX  | 7:34.2 |
| Zilver | Société Nautique de la Marne Lucien Martinet Waleff (onbekende stuurman)                           | FRA  | 7:34.4 |
| Brons  | Rowing Club Castillon Carlos Deltour Antoine Védrenne Raoul Paoli (stuurman)                       | FRA  | 7:57.2 |
| 4      | Cercle Nautique de Reims Pierre Ferlin Mathieu (onbekende stuurman)                                | FRA  | 8:01.0 |

Brockmann stuurde boot in de halve finales, hij werd echter voor de finale vervangen door een Franse jongen. Volgens de uitslagendatabase van het IOC wordt hij wel als goudenmedaillewinnaar aangemerkt.

### vier-met-stuurman
De 10 deelnemende boten waren verdeeld over 3 halve finales, aanvankelijk zouden er 4 boten doorgaan naar de finale, de eerste geplaatste uit iedere halve finale en de nummer 2 van de halve finale waarin 4 boten uitkwamen. Na het roeien van de halve finales volgende er protesten van 2 boten die waren uitgeschakeld. Deze boten waren sneller dan de nummer 1 van de eerste halve finale. Uiteindelijk besloot de organisatie 2 finales uit te schrijven, beide finales worden door het IOC als Olympische finales erkend.

#### vier-met-stuurman finale A
| rang   | sporters | land | tijd   |
| ------ | --- | ---- | ------ |
| Goud   | Cercle de l'Aviron Roubaix Henri Bouckaert Jean Cau Émile Delchambre Henri Hazebrouck Charlot (stuurman)        | FRA  | 7:11.0 |
| Zilver | Club Nautique de Lyon Georges Lumpp Charles Perrin Daniel Soubeyran Emile Wegelin (onbekende stuurman)          | FRA  | 7:18.0 |
| Brons  | Favorite Hammonia Wilhelm Carstens Julius Körner Adolf Möller Hugo Rüster Max Ammermann (stuurman) Gustav Moths | GER  | 7:18.2 |

Moths stuurde de Duitse boot in de halve finales, hij werd echter voor de finale vervangen door Ammermann. In de uitslagendatabase van het IOC wordt Moths wel en Ammermann niet als bronzenmedaillewinnaar genoemd.

#### vier-met-stuurman finale B
| rang   | sporters | land | tijd   |
| ------ | --- | ---- | ------ |
| Goud   | Germania Ruder Club, Hamburg Gustav Goßler Oskar Goßler Walter Katzenstein Waldemar Tietgens Carl Goßler (stuurman) | GER  | 5:59.0 |
| Zilver | Minerva Amsterdam Coenraad Hiebendaal Geert Lotsij Paul Lotsij Johannes Terwogt Herman Brockmann (stuurman)         | NED  | 6:03.0 |
| Brons  | Ludwigshafener Ruder Verein Ernst Felle Otto Fickeisen Carl Lehle Hermann Wilker Franz Kröwerath (stuurman)         | GER  | 6:05.0 |

### acht
| rang   | sporters | land | tijd   |
| ------ | --- | ---- | ------ |
| Goud   | Vesper Boat Club William Carr Harry DeBaecke John Exley John Geiger Edwin Hedley James Juvenal Roscoe Lockwood Edward Marsh Louis Abell (stuurman)                                                      | USA  | 6:07.8 |
| Zilver | Koninklijke Roeivereniging Club Gent Jules De Bisschop Prosper Bruggeman Oscar Dessomville Oscar De Cock Maurice Hemelsoet Marcel Van Crombrugge Frank Odberg Maurice Verdonck Rodolphe Poma (stuurman) | BEL  | 6:13.8 |
| Brons  | Minerva Amsterdam François Brandt Johannes van Dijk Roelof Klein Ruurd Leegstra Walter Middelberg Hendrik Offerhaus Walter Thijssen Henricus Tromp Herman Brockmann (stuurman)                          | NED  | 6:23.0 |
| 4      | Germania Ruder Club, Hamburg Gustav Goßler Oskar Goßler Ernst Jencquel Edgar Katzenstein Walter Katzenstein Theodor Laurezzari Waldemar Tietgens Arthur Warncke (onbekende stuurman)                    | GER  | 6:33.0 |

## Medaillespiegel
| rang   | land             | goud | zilver | brons | totaal |
| ------ | ---------------- | ---- | ------ | ----- | ------ |
| 1      | Frankrijk        | 2    | 3      | 1     | 6      |
| 2      | Duitsland        | 1    | 0      | 2     | 3      |
| 3      | Gemengd team     | 1    | 0      | 0     | 1      |
| 4      | Verenigde Staten | 1    | 0      | 0     | 1      |
| 5      | Nederland        | 1    | 1      | 1     | 3      |
| 6      | België           | 0    | 1      | 0     | 1      |
| 7      | Groot-Brittannië | 0    | 0      | 1     | 1      |
| totaal | totaal           | 5    | 5      | 5     | 15     |